# 张庆亚
张庆亚（1919年—？），女，奉天（今辽宁）沈阳人，中国制药专家，曾任北京医药总公司副总工程师兼科研部主任，中国药学会北京分会副理事长，中国药学会常务理事。